# De natura deorum
Il De natura deorum (in italiano La natura degli dei) è la prima delle tre opere teologiche di Marco Tullio Cicerone. Scritta nel 44 a.C., è divisa in tre libri.

## Composizione
1. Nel primo libro un certo Velleio espone la tesi epicurea, che viene ampiamente confutata da un certo Cotta;
2. Nel secondo libro un certo Lucilio Balbo espone la dottrina stoica della Provvidenza che ha generato il mondo, celebrando la Natura e la posizione predominante dell'uomo nel creato data dagli dei, dottrina per la quale Cicerone sembra provare simpatia;
3. Nel terzo libro Cotta confuta quanto esposto nel secondo libro tramite la dottrina dell'estremo razionalismo, e arriva alla conclusione che la religione è uno strumento della politica e di chi governa, dichiarandosi dubbioso sull'esistenza degli dei e del soprannaturale.

Il De natura deorum fu scritto subito prima della morte di Cesare, e inviato a Bruto. Cicerone orchestra una conversazione tra un epicureo, Velleio, uno stoico, Balbo, e un accademico, Cotta, che espongono e discutono le opinioni dei vecchi filosofi sugli dei e sulla Provvidenza. L'ateismo dissimulato di Epicuro viene confutato da Cotta, che sembra rappresentare lo stesso Cicerone. Cotta prende, poi, la parola, per confutare anche il pensiero stoico riguardo alla Provvidenza. Se Cicerone respingeva con certezza il parere degli epicurei al riguardo, non possiamo, invece, sapere con altrettanta certezza cosa pensasse della religiosità dello stoicismo: le parole di Cotta, pervenuteci, tra l'altro, solo in parte, non contengono nessuna riflessione dello stesso Cicerone. Si è però ipotizzato che Cicerone abbracciasse almeno in parte il probabilismo accademico, sebbene suoi ammiratori fossero invece convinti che si fosse allontanato del tutto dallo scetticismo.
Comunque, è importante il poter constatare l'estrema discrezione dell'atteggiamento di Cicerone: egli è persuaso che la credenza nell'esistenza degli dei e nella loro azione sul mondo debba esercitare una profonda influenza sulla vita, e che è, dunque, di un'importanza fondamentale per il governo di uno stato. Esso deve, perciò, essere mantenuto vivo nel popolo: sono il politico e l'augure che parlano. Cicerone non trova gli argomenti degli stoici molto convincenti, e li confuta per mezzo di Cotta. Infine, si dice incline a credere che gli dei esistano e che governino il mondo: lo crede, perché è un'opinione comune a tutti i popoli. Questo "accordo" universale equivale per lui a una legge della natura (consensus omnium populorum lex naturae putanda est). In quanto alla pluralità degli dei, sebbene non si esprima categoricamente su questo punto, sembra che non ci creda, o per lo meno che, come gli stoici, consideri gli dei come nient'altro, per così dire, che le emanazioni del Dio unico.
Concepisce poi questo Dio unico come uno spirito libero e privo di qualsiasi elemento mortale, all'origine di tutto. Non risparmia, invece, i racconti mitici del politeismo greco-romano; schernisce e condanna le leggende comuni a tutti i popoli. Era soprattutto questa parte dell'opera, il terzo libro, ad affascinare i filosofi del XVIII secolo: non era difficile mettere in luce gli aspetti ridicoli della religione popolare, e si può dire che anche al tempo di Cicerone ciò era diventato un luogo comune filosofico. Gli uni, respingendo con disprezzo queste favole, che giudicavano grossolane, respingevano anche ogni credenza; gli altri adottavano la dottrina stoica. A Cicerone, invece, l'esistenza degli dei appariva come necessaria: tutti i popoli credevano, e di conseguenza credeva anche lui. Pressappoco nello stesso modo, Cicerone analizza, poi, il tema dell'immortalità dell'anima, prendendo in prestito molte delle opinioni espresse a questo proposito da Platone.

## Eredità
Lo scritto fu ripreso nell''Octavius di Minucio Felice.

## Edizioni italiane
- La natura divina, testo latino a fronte, traduzione a cura di Cesare Marco Calcante, Milano, Rizzoli, 1992.